# Cymatoplex crenulata
Cymatoplex crenulata är en fjärilsart som beskrevs av Lucas 1891. Cymatoplex crenulata ingår i släktet Cymatoplex och familjen mätare. Inga underarter finns listade i Catalogue of Life.